# سگ‌های الماسی (ترانه)
«سگ‌های الماسی» (انگلیسی: Diamond Dogs) ترانه‌ای از دیوید بویی، موسیقی‌دان انگلیسی، است که در ۱۴ ژوئن ۱۹۷۴ به‌عنوان دومین تک‌آهنگ از آلبومی به همین نام به‌وسیلهٔ آرسی‌ای رکوردز منتشر شد.
متن ترانه، شنونده را با جدیدترین شخصیت ساختگی بویی و محیطش آشنا می‌کند: هالووین جک که در بالای یک آسمان‌خراش متروکه (ساختمان وان چیس منهتن پلازا) در منهتن پساآخرالزمانی زندگی می‌کند. صدای گیتار این ترانه به شدت تحت تأثیر رولینگ استونز قرار دارد و نشان‌دهندهٔ کناره‌گیری بویی از سبک گلم راک و تمایلش به آوای پروتوپانک متأثر از استوجز است.
برخی از مفسران این قطعه را تک‌آهنگی نامتعارف دانسته‌اند و همچنین از نظر تجاری به رتبهٔ ۲۱ در جدول فروش بریتانیا رسید. به گفتهٔ  منتقدان ان‌ام‌ئی این تک‌آهنگ امکان موفقیت را داشت ولی چیزی شبیه به یک رویداد بی‌اثر بود؛ بیش از حد طولانی، تیره و تار و برای رقص نامناسب بود.